# Friedrich-Hermann Praetorius
Friedrich-Hermann Praetorius (Kolberg, 28 februari 1904 – Lübeck, 16 april 1956) was een Duits militair. Hij was een Kapitänleutnant in de Kriegsmarine tijdens de Tweede Wereldoorlog.

## Levensloop
Friederich-Hermann Praetorius werd geboren in het voormalige Kolberg, nu Kołobrzeg, een stad in het huidige Poolse woiwodschap West-Pommeren, gelegen in de powiat Kołobrzeski. Na de gebruikelijke opleiding bij de Reichsmarine kwam hij bij de U-bootkrijgsmacht en kreeg daar zijn U-bootopleiding. Hij kreeg het commando over de U 135 op 16 augustus 1941. Op 24 december 1941 vertrok hij vanuit Kiel en kwam na 39 patrouilledagen op 31 januari aan in Saint-Nazaire, Frankrijk. Vandaar patrouilleerde hij naar Brest na een missie van 41 dagen. Op 8 augustus 1942 vertrok hij vanuit Brest naar Saint-Nazaire voor de tweede en laatste maal na een gezamenlijke patrouilletijd van 128 dagen met matige successen. Vermoedelijk werd hij instructeur voor opleiding nieuwe kandidaat-officieren.
Met de U 135 behaalde Kptlt. Praetorius maar een matig succes door maar drie schepen tot zinken te brengen in 208 patrouilledagen. In november 1942 droeg hij het bevel van de U 135 over aan Oblt. Heinz Schütt die vanaf november 1942 tot 3 juni 1943 het bevel voerde. Kptlt. Praetorius overleefde de oorlog en na de oorlog was hij als kapitein werkzaam op verscheidene Duitse koopvaardijschepen. Friedrich-Hermann Praetorius overleed in Lübeck op 16 april 1956. Hij was 52 jaar toen hij stierf.

## Militaire loopbaan
- Offiziersanwärter: 8 april 1934[1][2]
- Seekadett: 26 september 1934[1]
- Fähnrich zur See: 1 juli 1935[1][2]
- Oberfähnrich zur See: 1 januari 1937[1][2]
- Leutnant zur See: 1 april 1937[1][2]
- Oberleutnant zur See: 1 april 1939[1][2]
- Kapitänleutnant: 1 januari 1942[1][2]

## Decoraties
- IJzeren Kruis 1939, 1e Klasse en 2e Klasse[1][2]
- Torpedobootjager-Oorlogsinsigne in 1940[1][2]
- Onderzeebootoorlogsinsigne 1939 in 1939[1][2]

## Successen
- 3 schepen tot zinken gebracht voor een totaal van 21.302 BRT

## U-bootcommando
- U 135 - 16 augustus 1941 - november 1942: 4 oorlogspatrouilles (208 dagen)

## Schepen getroffen door Friedrich-Hermann Praetorius
- 22 januari 1942  - Gandia - 9.626 ton - Konvooi ON-54
- 17 mei 1942  - Fort Qu'Appelle - 7.127 ton
- 8 juni 1942 -	Pleasantville - 4.549 ton
- Met een totaal van 21.302 ton